# Wilhelm Carl Raydt
Wilhelm Carl Ludwig Raydt (auch: Rhaidt; * 1. Februar 1843 in Lingen; † 21. April 1908 in Stuttgart) war ein deutscher Chemiker, Gymnasiallehrer, Erfinder und Unternehmer.

## Leben
Wilhelm Raydt wurde 1843 im Königreich Hannover in Lingen geboren, im selben Jahr, als in der Residenzstadt Hannover mit der Einweihung der ersten Eisenbahnlinie am späteren Hauptbahnhof das Zeitalter der Industrialisierung Fahrt aufnahm. In seiner Heimatstadt Lingen legte Raydt am Georgianum sein Abitur ab, um anschließend in Hannover an der dortigen Technischen Hochschule, in Göttingen an der Georg-August-Universität sowie in Berlin an der dortigen Universität zu studieren. 1869 promovierte er in Göttingen zum Thema Die Ausdehnung fester und flüssiger Körper durch die Wärme und eine neue Methode zur Bestimmung derselben.
Nach seinen Studien arbeitete Raydt als Oberlehrer für Mathematik und Physik am damaligen Realgymnasium Hannover.
In der Gründerzeit des Deutschen Kaiserreichs erfand Wilhelm Raydt ein Verfahren zum „Heben von Lasten in Wasser und in der Luft“ unter Anwendung komprimierten Kohlendioxids (CO2) im Jahr 1877. Über Raydt berichtete die Eurammon, eine Initiative für natürliche Kältemittel:

„Er verflüssigte CO2 mittels eines Kolbenverdichters bei Umgebungstemperatur durch Wasserkühlung. Eine der ersten Anwendungen von CO2 war das Heben und Versetzen eines 5 Tonnen schweren Ankersteins im Hafen von Kiel im Auftrag der kaiserlichen Marine. Raydt ließ dazu einen Gummiballon durch einen Taucher an dem Ankerstein befestigen und den Ballon mit CO2 aus einer Stahlflasche aufblasen. Dadurch konnte der Ankerstein schwimmend an einen anderen Platz versetzt werden.“

Nur wenig später folgte 1880 das von Raydt gefundene „Verfahren und Apparate um mittels tropfbarer flüssiger Kohlensäure Wasser zu imprägnieren, zu heben und zu werfen“. Seit 1881 befasste er sich in Hannover auch mit der Konstruktion
von CO2-Maschinen. Der Chemiker Hugo Kunheim erwarb nun Patente oder Lizenzen von Raydt für die Chemische Fabrik Kuhnheim & Co. mit Sitz in Berlin-Niederschöneweide, wodurch dort im Jahr 1882 „[...] die erste industrielle Produktion von flüssigem CO2 in Deutschland“ aufgenommen werden konnte. Das Berliner Unternehmen nutzte Raydts Erfindung für die Herstellung von künstlichem Mineralwasser und für Bierzapfanlagen.

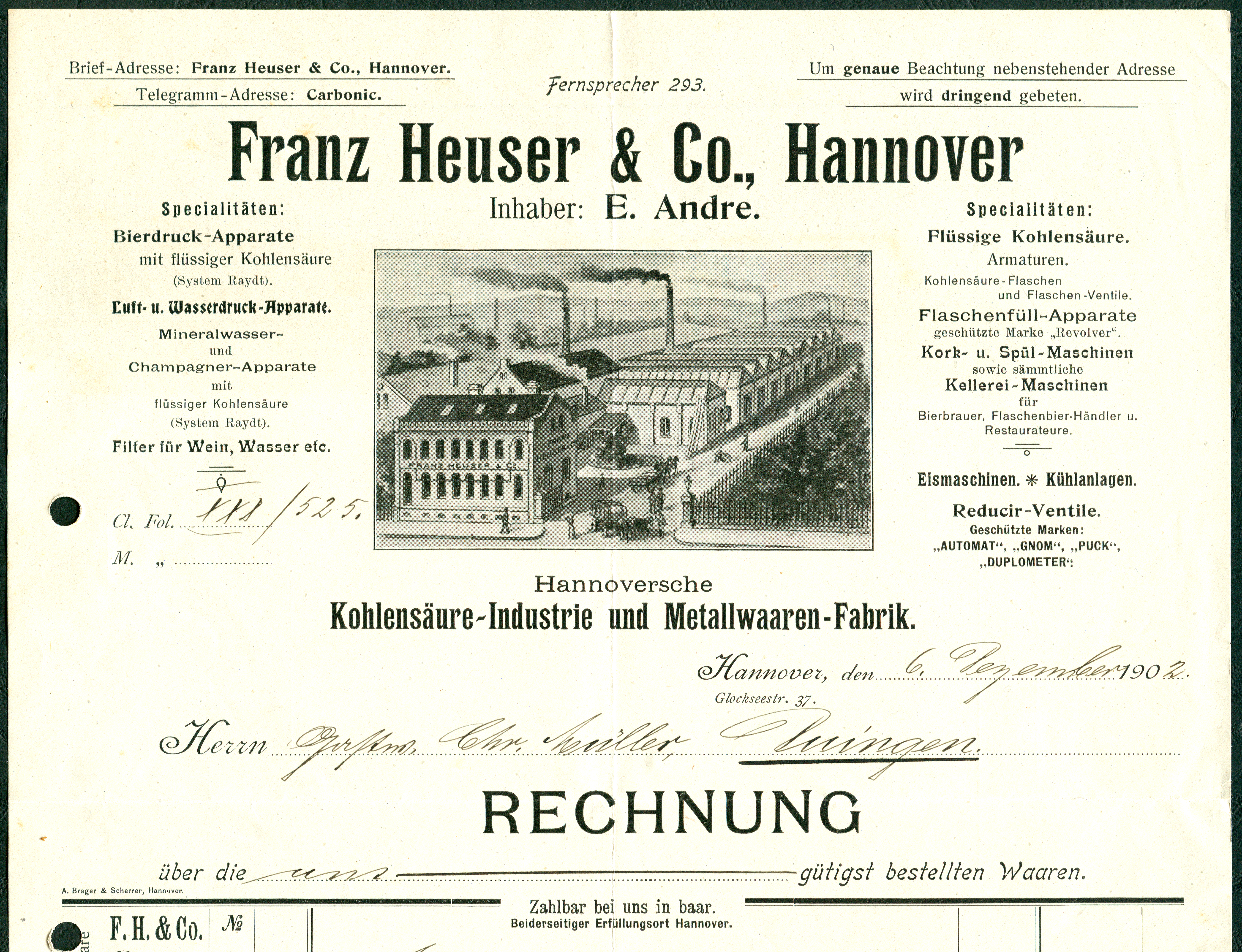
„Hannoversche Kohlensäure-Industrie und Metallwaaren-Fabrik“; Spezialitäten unter anderem: „Bierdruckapparate mit flüssiger Kohlensäure (System Raydt)“;
Briefkopf eines Rechnungsbogens von Franz Heuser & Co. in der Glockseestraße 37 in Hannover, datiert Ende 1902; Lithografie von A. Brager & Scherrer

Der Unternehmer Heinrich Dräger, Begründer der Drägerwerke, berichtete in seinen 1914 veröffentlichten Lebenserinnerungen ... vom Inhalt eines Zeitungsartikels der 1880er Jahre: Der „[...]  Erfinder Dr. Rhaidt beabsichtige, [... flüssige Kohlensäure] in Flaschen zu füllen und zum Bierausschank zu verwenden. Deshalb hätte er sich mit einer Firma in Hannover verbunden, und ihre Apparate würden demnächst in den Handel kommen.“ Bei einem Druck von mindestens 35 Atmosphären würden Gastwirte – so der Zeitungsschreiber – solche „[...] Bomben“ aber wohl kaum ins Haus holen und auch „[...] die Eisenbahnen solche Sprengkörper [... seinerzeit wohl nicht] befördern“ wollen.
Unterdessen hatte Raydt im Jahr 1884 das Britische Patent Nummer 15475 für ein „compression ice-making system using carbon dioxide“ erhalten. Nur rund zwei Jahre später brachte die Firma Rommenhöller & Co. mit Sitz in Rotterdam im Jahr 1886 die Patente Raydts zu Fall, so dass nun auch weitere CO2-Unternehmen entstehen konnten.
Zwischen 1892 und bis zu ihrer Auflösung im Jahr 1899 hatten sich zwischen nunmehr 6 und 20 Kohlensäurehersteller zu einer Verkaufsgemeinschaft der „KohlensäureVerkaufs-Verein Ges. mbH“ zusammengeschlossen. In der dann am 1. Januar 1901 als neue Vereinigung in Berlin gegründeten „Deutsche Kohlensäure-Gesellschaft mbH“ (DGK) waren sämtliche 30 deutschen Kohlensäurewerke beigetreten – außer der Firma Buse.
Ab 1894 ließ Raydt eine natürliche Kohlendioxidquelle im Neckartal erschließen. Er zog von Hannover nach Stuttgart um und gründete dort 1895 die Aktiengesellschaft Kohlensäure-Industrie Dr. Raydt A.G. Außerdem forschte er an Verfahren, um Kohlendioxid aus Rauchgas abzuscheiden.

## Schriften (Auswahl)
- Die Ausdehnung fester und flüssiger Körper durch die Wärme und eine neue Methode zur Bestimmung derselben, 1869